# Игис
Игис (романш: Igis, итал. Igis) је град у источној Швајцарској. Игис припада кантону Граубинден, где је седиште округа Ландкварт. 

## Природне одлике
Град Игис се налази у источном делу Швајцарске. Од главног града државе, Берна, Игис је удаљен око 230 км источно, док је од седишта кантона, Хура, свега 12 км северно, па је његово велико предграђе.
Рељеф: Игис је смештен у долини горње Рајне, на приближно 560 метара надморске висине. Источно и западно од града стрмо се издижу Алпи. Долина Рајне у овом делу је шира, погодна за насељавање и привређивање.
Клима: Клима у Игису је оштрија варијанта умерено континенталне климе због знатне надморске висине и планинског окружења.
Воде: Кроз Игис протиче река Рајна својим горњим делом тока.

## Историја
Подручје Игиса је било насељено још у време праисторије и Старог Рима.
Први помен насеља под данашњим именом везује се за годину 840. 

## Становништво
2010. године Игис је имао близу 8.000 становника. Од тога 15,6% су страни држављани.
Језик: Швајцарски Немци чине традиционално становништво града од средњег века и немачки језик је званични у граду и кантону. Међутим, градско становништво је током протеклих неколико деценија постало веома шаролико, па се на улицама Игиса чују бројни други језици. Тако данас немачки језик матерњи за 83,2% становништва, а најзначајнији мањински језици су српскохрватски (3,8%) и италијански језик (2,8%).
Вероисповест: Месни Немци су у од 16. века протестанти. Међутим, последњих деценија у граду се знатно повећао удео римокатолика. Данашњи верски састав града је: протестанти 37,8%, римокатолици 34,7%, а потом следе атеисти, муслимани, православци.

## Галерија слика
- Долина Рајне код Игиса
- Замак Маршлинс
- Градска протестантска црква
- Градска железничка стаљница